# گیلرمه مادروگا
گیلرمه میراندا مادروگا گومز (زاده ۱۱ نوامبر ۲۰۰۰)، یک فوتبالیست حرفه‌ای برزیلی است که به عنوان هافبک برای شاندونگ تایشان بازی می‌کند.
او در سال ۲۰۲۳ برنده جایزه پوشکاش فیفا شد.